# Antiguo eslavo oriental

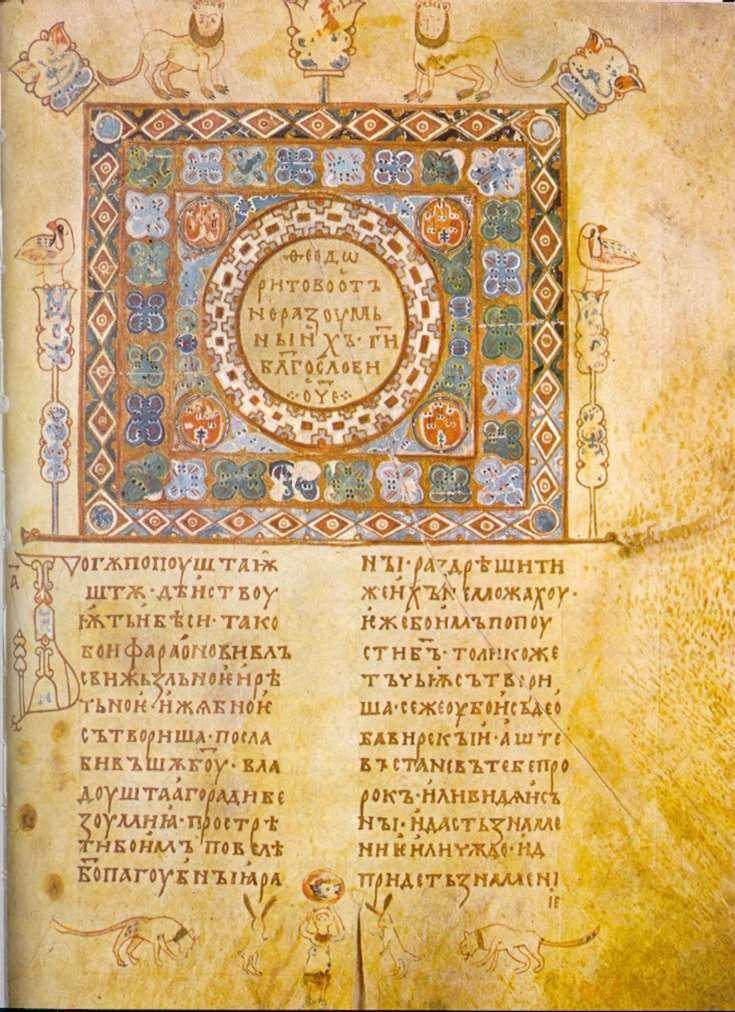
Una página de las Misceláneas (Izbórnik) de Sviatoslav II de Kiev, 1073

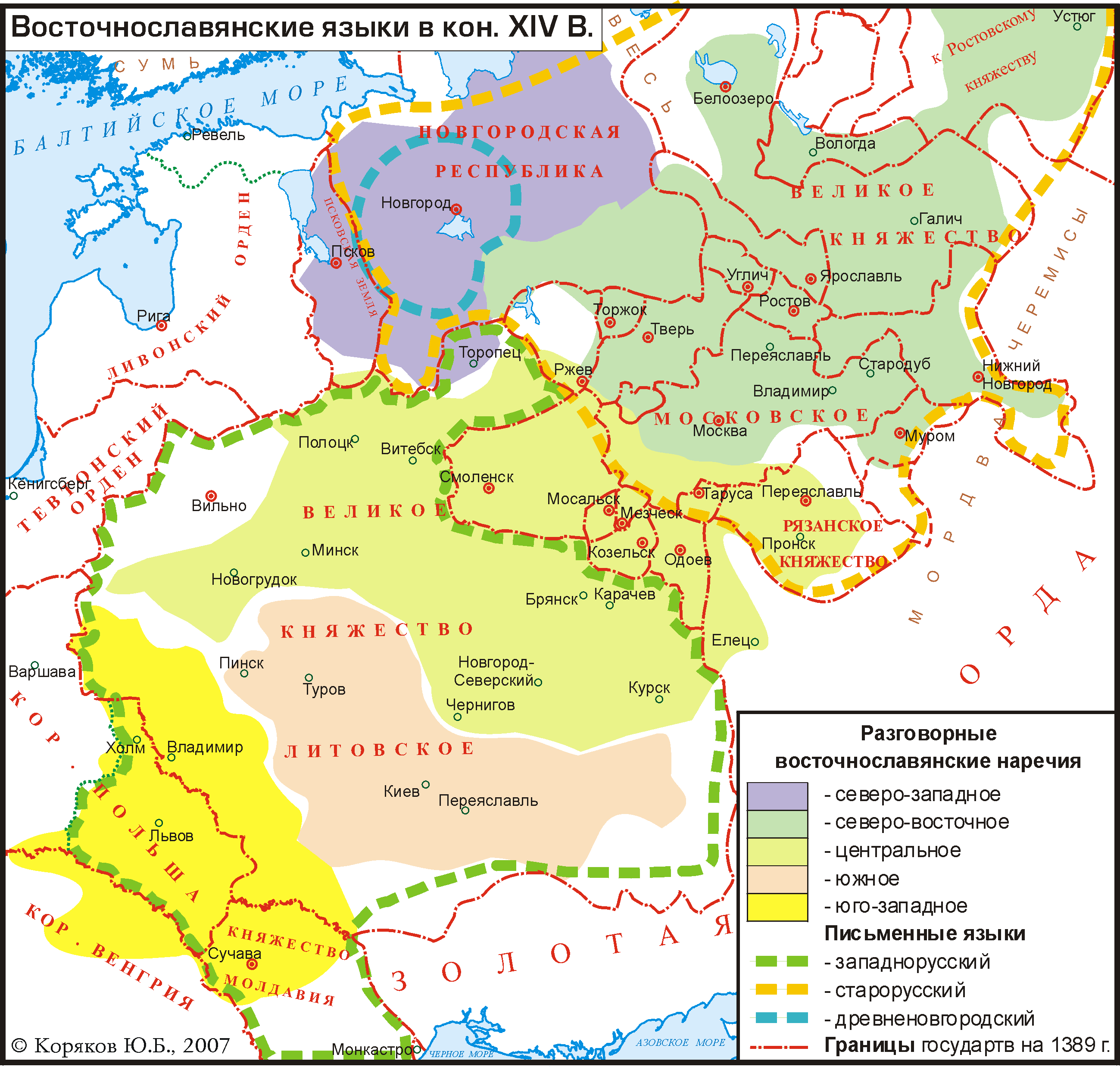
Lenguas eslavas orientales a finales del, según el lingüista Yuri Koriakov (:fr:Iouri Koriakov).

El antiguo eslavo oriental, tradicionalmente ruso antigüo, (autoglotónimo рѹсьскъ ѩзыкъ) fue un idioma del grupo de lenguas eslavas orientales que se habló durante los siglos X a XV por los eslavos orientales en la Rus de Kiev y en los estados que se desarrollaron después de la caída de la Rus de Kiev. Dialectos de esta lengua se hablaron, aunque no de manera exclusiva, aproximadamente en la región que actualmente comprende Bielorrusia, Ucrania y parte de Rusia europea.
Puesto que este idioma forma parte de la historia (pre-)nacional de todos los eslavos orientales, en años recientes se han referido a él de manera progresiva como:
- Antiguo bielorruso (en bielorruso: старабеларуская o старажытнабеларуская мова, en lugar de la denominación tradicional supranacional старажытнаруская мова);
- Antiguo ruso (en ruso: древнерусский язык);
- Antiguo ucraniano (en ucraniano: староукраїнська o давньоукраїнська мова, antiguo idioma ucraniano, o давньокиївська мова, antiguo idioma de Kiev, más que давньоруська мова, antiguo idioma de los rus).

Existen pocos documentos en este idioma, de manera que es difícil saber hasta qué punto gozaba de unidad. En consideración al número de tribus y clanes que constituyeron la Rus de Kiev, es probable que hubiera muchos dialectos de antiguo eslavo oriental. 
La unificación política de la región en el estado llamado Rus de Kiev, al que remontan sus orígenes Ucrania, Bielorrusia y Rusia, aconteció aproximadamente un siglo antes de la cristianización de la Rus de Kiev en 988 y el establecimiento del antiguo eslavo eclesiástico, una lengua eslava meridional, como el idioma literario y litúrgico. La documentación del idioma de este período es escasa, haciendo difícil determinar la relación entre la lengua literaria y los dialectos hablados.
Aunque se introdujo brevemente el alfabeto glagolítico, como puede verse en inscripciones eclesiásticas en Nóvgorod, fue totalmente sustituido por el cirílico. 
El idioma antiguo eslavo oriental desarrolló una literatura propia, aunque mucha de ella (de la mano junto con aquellas de los idiomas eslavos que fueron, después de todo, escritos) fue influido por lo que se refiere al estilo y el vocabulario por los textos religiosos escritos es antiguo eslavo eclesiástico. Entre los monumentos literarios que sobreviven se encuentran el código legal Justicia de la Rus (Руська правда, Ruska Pravda), un corpus de hagiografía y homilía, la discutida épica Cantar de las huestes de Ígor (Слово о полку Игореве) y el manuscrito más antiguo superviviente de la Crónica de Néstor o Crónica Primaria (Повесть временных лет) – el Códice de Laurencio (Лаврентьевский список) de 1377.

El lingüista Serguéi Stárostin desarrolló un método para introducir modificaciones en la glotocronología tradicional. Empleando dicho método, en 2004, Stárostin presentó una revolucionaria clasificación de las lenguas eslavas.